# Creuzier-le-Neuf
Ne doit pas être confondu avec Creuzier-le-Vieux.
Creuzier-le-Neuf est une commune française située dans le département de l'Allier, en région Auvergne-Rhône-Alpes. Elle fait partie de l'aire d'attraction de Vichy.

## Géographie

### Localisation
Creuzier-le-Neuf est située au sud-est du département de l'Allier, à 5,7 kilomètres au nord de Vichy, à vol d'oiseau dont elle fait partie de l'agglomération, à 15 km au sud de Varennes-sur-Allier et 16 km au sud-ouest de Lapalisse.
Cinq communes sont limitrophes :
|                   | Saint-Germain-des-Fossés | Seuillet |
|                   | Creuzier-le-Neuf         | Bost     |
| Creuzier-le-Vieux | Cusset                   |          |

### Géologie et relief
La commune s'étend sur 1 088 hectares ; son altitude varie entre 246 mètres (sur les rives du Mourgon) et 400 mètres (au Rez Garembot).

### Hydrographie
La commune est traversée par le Mourgon et ses affluents, l'Abrion et l'Anaire.

### Climat
Pour des articles plus généraux, voir Climat d'Auvergne-Rhône-Alpes et Climat de l'Allier.
En 2010, le climat de la commune est de type climat océanique dégradé des plaines du Centre et du Nord, selon une étude du CNRS s'appuyant sur une série de données couvrant la période 1971-2000. En 2020, Météo-France publie une typologie des climats de la France métropolitaine dans laquelle la commune est exposée à un climat de montagne ou de marges de montagne et est dans la région climatique Centre et contreforts nord du Massif Central, caractérisée par un air sec en été et un bon ensoleillement.
Pour la période 1971-2000, la température annuelle moyenne est de 11,3 °C, avec une amplitude thermique annuelle de 16,3 °C. Le cumul annuel moyen de précipitations est de 804 mm, avec 9,8 jours de précipitations en janvier et 7,4 jours en juillet. Pour la période 1991-2020, la température moyenne annuelle observée sur la station météorologique de Météo-France la plus proche, « Vichy-Charmeil », sur la commune de Charmeil à 5 km à vol d'oiseau, est de 11,7 °C et le cumul annuel moyen de précipitations est de 769,1 mm,. Pour l'avenir, les paramètres climatiques de la commune estimés pour 2050 selon différents scénarios d'émission de gaz à effet de serre sont consultables sur un site dédié publié par Météo-France en novembre 2022.

## Urbanisme

### Typologie
Au 1er janvier 2024, Creuzier-le-Neuf est catégorisée ceinture urbaine, selon la nouvelle grille communale de densité à 7 niveaux définie par l'Insee en 2022.
Elle appartient à l'unité urbaine de Vichy, une agglomération intra-départementale dont elle est une commune de la banlieue,. Par ailleurs la commune fait partie de l'aire d'attraction de Vichy, dont elle est une commune de la couronne,. Cette aire, qui regroupe 50 communes, est catégorisée dans les aires de 50 000 à moins de 200 000 habitants,.

### Occupation des sols

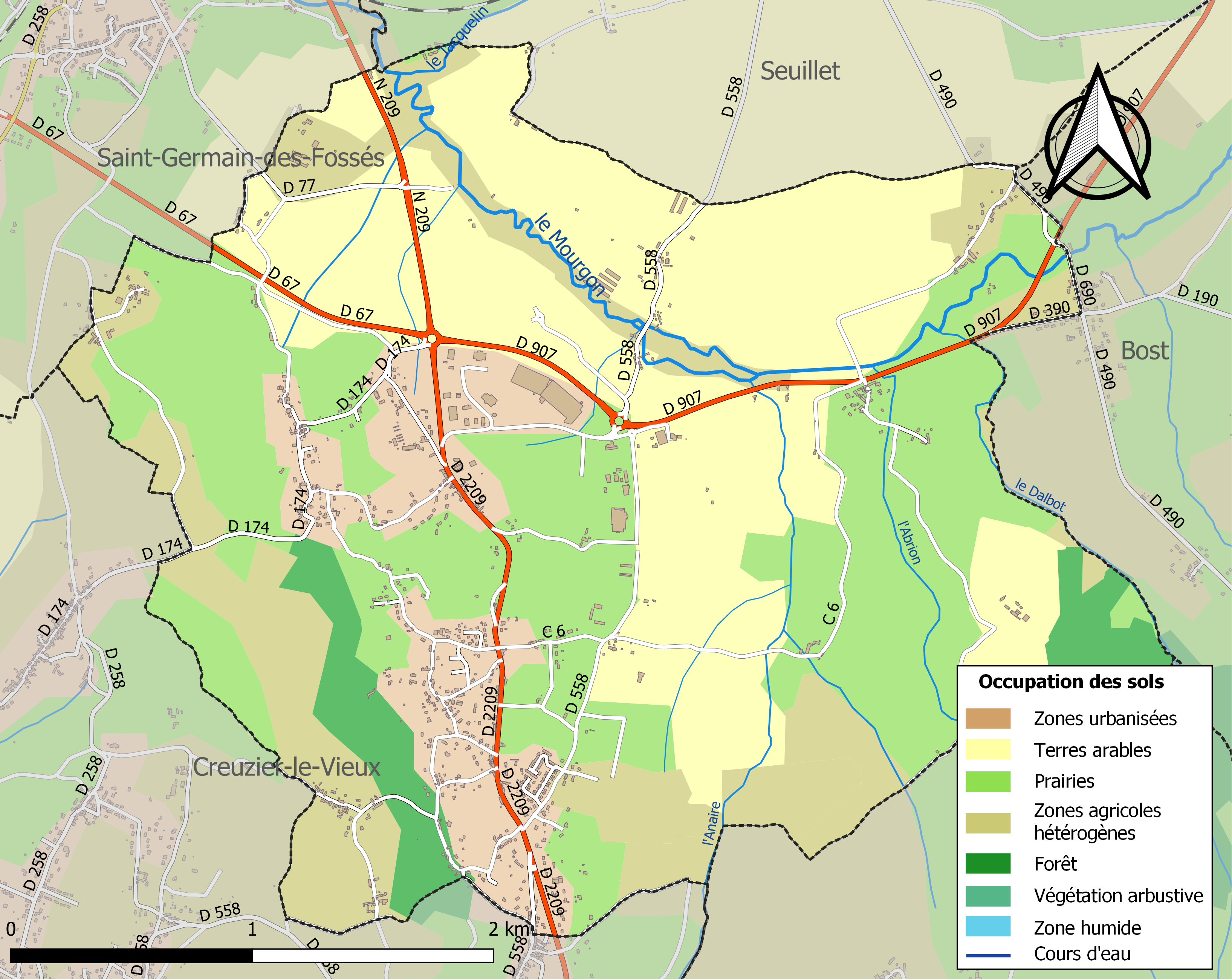
Carte des infrastructures et de l'occupation des sols de la commune en 2018 (CLC).

L'occupation des sols de la commune, telle qu'elle ressort de la base de données européenne d’occupation biophysique des sols Corine Land Cover (CLC), est marquée par l'importance des territoires agricoles (82,1 % en 2018), en diminution par rapport à 1990 (84,1 %). La répartition détaillée en 2018 est la suivante : terres arables (32,8 %), prairies (31,8 %), zones agricoles hétérogènes (17,6 %), zones urbanisées (11,1 %), forêts (6,8 %).
L'IGN met par ailleurs à disposition un outil en ligne permettant de comparer l’évolution dans le temps de l’occupation des sols de la commune (ou de territoires à des échelles différentes). Plusieurs époques sont accessibles sous forme de cartes ou photos aériennes : la carte de Cassini (XVIIIe siècle), la carte d'état-major (1820-1866) et la période actuelle (1950 à aujourd'hui).

### Morphologie urbaine et quartiers
La commune est composée de plusieurs lieux-dits dont les Raduriers (au sud-ouest), les Dionnets (sur la route de Vichy), les Combes (sur la même route), les Gadons, Celzat (sur la route de Lapalisse), les Guittons (à la limite avec Bost).
117,2 hectares sur les 1 088 que compte la commune sont des espaces habités. Dans le quartier des Ancises, l'espace a dû être artificialisé en raison de la faible disponibilité des espaces urbains centraux.

### Logement
En 2015, la commune comptait 486 logements, contre 455 en 2010. Parmi ces logements, 93,8 % étaient des résidences principales, 2,1 % des résidences secondaires et 4,2 % des logements vacants. Ces logements étaient pour 99,2 % d'entre eux des maisons individuelles et pour 0,6 % des appartements.
La proportion des résidences principales, propriétés de leurs occupants était de 85,4 %, en hausse sensible par rapport à 2010 (85,1 %). La part de logements HLM loués vides était de 6 % (contre 5,8 %).

### Projets d'aménagement
Depuis plusieurs années, la commune de Creuzier-le-Neuf demande une déviation de la route départementale 2209. Plus de trois cents maisons sont implantées à proximité de cette route, source de nuisances sonores. Malgré la baisse des budgets alloués aux routes du département, seuls quelques aménagements d'intersections ont pu être réalisés.

### Voies de communication et transports

#### Voies routières

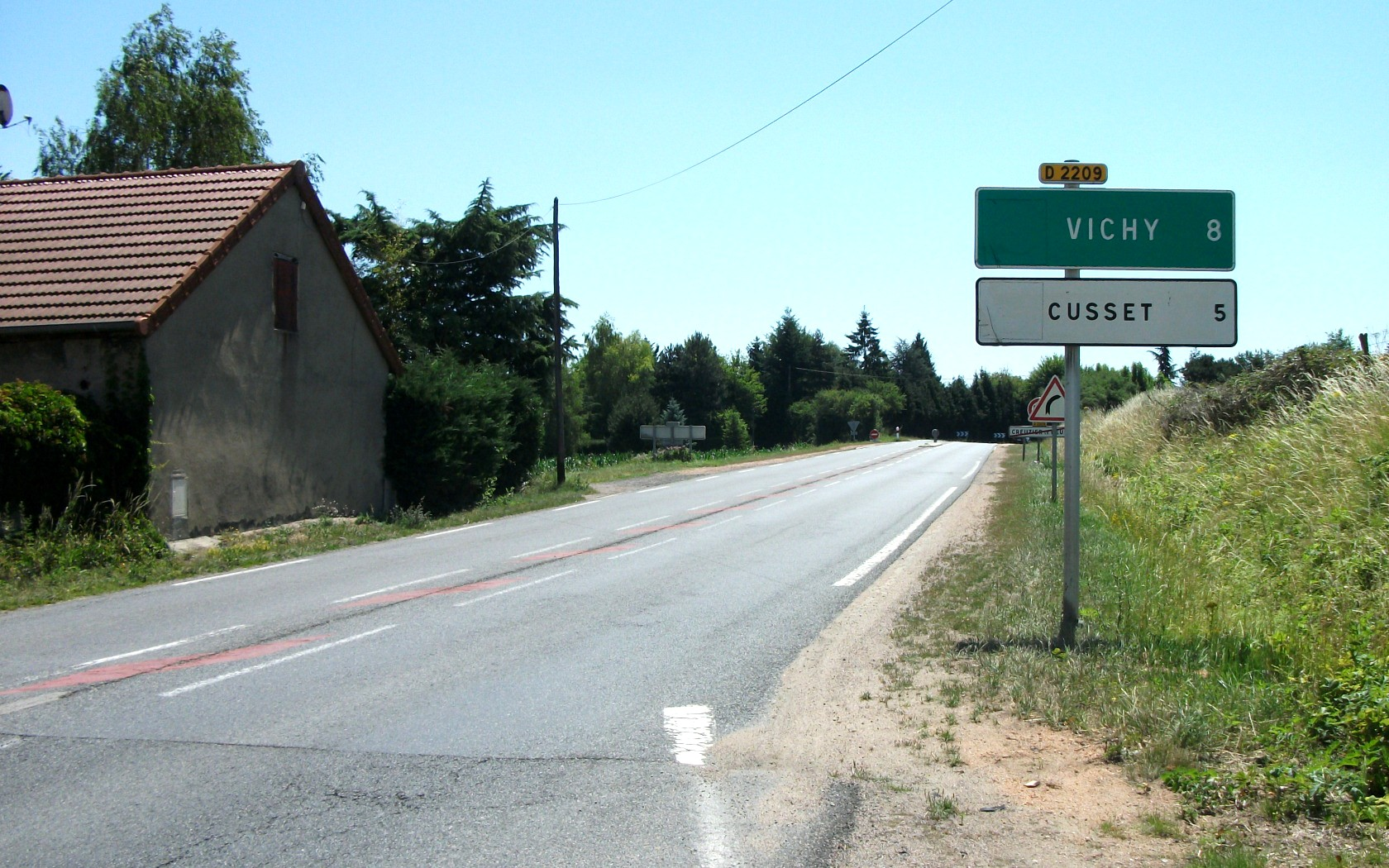
La route départementale 2209 à la sortie de Creuzier-le-Neuf, en direction de Vichy.

Le territoire communal est traversé par la route nationale 209 en provenance de Varennes-sur-Allier et Moulins. Au sud du carrefour giratoire portant son nom, elle devient la route départementale 2209 ; c'est à ce carrefour que débutent les départementales 67 (contournement nord de Vichy, desservant les communes de l'agglomération situées sur la rive gauche), 907 depuis Lapalisse et 174.
Au droit de ce même giratoire, une aire de covoiturage a été aménagée en septembre 2013 avec la participation de la communauté d'agglomération de Vichy Val d'Allier et du conseil général de l'Allier. Cet aménagement entre dans le cadre d'un schéma communautaire d'aires de covoiturage,.
Une portion de la route départementale 77, menant à Saint-Germain-des-Fossés, passe au nord de la commune, débouchant sur la route nationale. À l'est, la D 558 relie la zone d'activité des Ancises à Seuillet.

#### Transports en commun
La commune n'est pas desservie par le réseau de transports en commun de l'agglomération.
Elle assure un ramassage scolaire entre les quartiers de Creuzier-le-Neuf et l'école.

### Risques naturels et technologiques
La commune est soumise à plusieurs risques :
- mouvement de terrain ;
- séisme : zone de sismicité faible selon la classification probabiliste de 2011 ;
- transport de matières dangereuses.

Par ailleurs, un plan de prévention des risques naturels a été prescrit en 2006 et approuvé en 2008 pour les mouvements de terrain par tassements différentiels ou retrait-gonflement des argiles. Le DICRIM n'existe pas encore.
La commune est aussi soumise au bruit, générant des nuisances sonores en bordure des routes départementales 2209 et 907.

## Histoire
Une fouille de l'Inrap a mis au jour des vestiges du Néolithique moyen, de l’âge du Bronze, de l’âge du Fer et des périodes médiévale et moderne. Une épée du IVe siècle avant J.-C. a été découverte en 2022.
Commune de coteaux, Creuzier-le-Neuf a pu se développer sur la vigne.
Ce village avait plusieurs fiefs, l'église dépendait de Clermont et fut confirmée en 1165 à l'abbaye de Mozac par une bulle papale.[réf. nécessaire]
La commune absorbe, pendant la Révolution française, celle de Saint-Germain-en-Crespin.

## Politique et administration

### Découpage territorial
La commune est rattachée à l'arrondissement de Vichy. Elle a fait partie du canton de Saint-Germain-des-Fossés en 1793, du canton de Cusset en 1801, puis du canton de Cusset-Nord en 1985.
À la suite du redécoupage des cantons du département de 2014, Creuzier-le-Neuf retrouve le canton de Cusset depuis les élections départementales de mars 2015.
Depuis le redécoupage des circonscriptions législatives de 2010, la commune dépend de la troisième circonscription de l'Allier.

### Tendances politiques et résultats
Les électeurs ont voté en majorité pour François Hollande à l'élection présidentielle de 2012 (57,35 %) ; le taux de participation est de 89,92 %.
Les élections municipales de 2014 ont opposé deux candidats, dont le maire sortant, Jean-Pierre Mongaret, battu au premier tour par Roland Lovaty, avec 51,11 % des voix ; il acquiert douze sièges au conseil municipal dont deux au conseil communautaire. Le taux de participation à cette élection est de 79,15 %. Le maire, Léopold Nunez, n'est pas élu au conseil communautaire.
Aux élections départementales de 2015, le binôme Annie Corne - Jean-Sébastien Laloy, élu dans le canton de Cusset, a recueilli 56,71 % des suffrages exprimés. 54,09 % des électeurs ont voté.

### Administration municipale
Le conseil municipal est composé de quinze membres, dont trois adjoints.

### Liste des maires
| Période                                  | Période                      | Identité             | Étiquette | Qualité                                                                                             |
| ---------------------------------------- | ---------------------------- | -------------------- | --------- | --------------------------------------------------------------------------------------------------- |
| Les données manquantes sont à compléter. |                              |                      |           | |
| 1874                                     | 1897                         | André Cornil         | GR - Mod. | Docteur en médecine à Paris Sénateur (1885-1903) Conseiller général du canton de Cusset (1870-1898) |
|                                          |                              |                      |           | |
| 1965                                     | mars 2008                    | André Buissonnière   |           | |
| mars 2008                                | mars 2014                    | Jean-Pierre Mongaret | DVD       | |
| mars 2014                                | mai 2020                     | Léopold Nunez        | DVG       | Artisan                                                                                             |
| mai 2020                                 | En cours (au 8 juillet 2020) | Thierry Laplace      |           | Directeur commercial                                                                                |

## Équipements et services publics

### Enseignement
Creuzier-le-Neuf dépend de l'académie de Clermont-Ferrand. Elle gère l'école élémentaire publique Louis-Neillot.
Les élèves poursuivent leur scolarité au collège de Saint-Germain-des-Fossés, puis au lycée Albert-Londres de Cusset.

### Instances judiciaires
Creuzier-le-Neuf dépend de la cour administrative d'appel de Lyon, de la cour d'appel de Riom, du tribunal administratif de Clermont-Ferrand, du tribunal de proximité de Vichy et des tribunaux judiciaire et de commerce de Cusset.

## Population et société

### Démographie

#### Évolution démographique
L'évolution du nombre d'habitants est connue à travers les recensements de la population effectués dans la commune depuis 1793. Pour les communes de moins de 10 000 habitants, une enquête de recensement portant sur toute la population est réalisée tous les cinq ans, les populations de référence des années intermédiaires étant quant à elles estimées par interpolation ou extrapolation. Pour la commune, le premier recensement exhaustif entrant dans le cadre du nouveau dispositif a été réalisé en 2004.

En 2022, la commune comptait 1 235 habitants, en évolution de +6,74 % par rapport à 2016 (Allier : −1,38 %, France hors Mayotte : +2,11 %).
| 1793 | 1800 | 1806 | 1821 | 1831 | 1836 | 1841 | 1846 | 1851 |
| ---- | ---- | ---- | ---- | ---- | ---- | ---- | ---- | ---- |
| 739  | 820  | 772  | 712  | 778  | 826  | 833  | 866  | 870  |

| 1856 | 1861 | 1866 | 1872 | 1876 | 1881 | 1886 | 1891 | 1896 |
| ---- | ---- | ---- | ---- | ---- | ---- | ---- | ---- | ---- |
| 888  | 889  | 860  | 878  | 868  | 796  | 757  | 727  | 729  |

| 1901 | 1906 | 1911 | 1921 | 1926 | 1931 | 1936 | 1946 | 1954 |
| ---- | ---- | ---- | ---- | ---- | ---- | ---- | ---- | ---- |
| 719  | 696  | 652  | 567  | 579  | 581  | 558  | 504  | 521  |

| 1962 | 1968 | 1975 | 1982 | 1990 | 1999 | 2004 | 2006 | 2009  |
| ---- | ---- | ---- | ---- | ---- | ---- | ---- | ---- | ----- |
| 535  | 564  | 617  | 733  | 937  | 959  | 974  | 981  | 1 020 |

| 2014  | 2019  | 2022  | - | - | - | - | - | - |
| ----- | ----- | ----- | - | - | - | - | - | - |
| 1 117 | 1 185 | 1 235 | - | - | - | - | - | - |

#### Pyramide des âges
En 2021, le taux de personnes d'un âge inférieur à 30 ans s'élève à 31,8 %, soit au-dessus de la moyenne départementale (29,0 %). À l'inverse, le taux de personnes d'âge supérieur à 60 ans est de 26,6 % la même année, alors qu'il est de 35,6 % au niveau départemental.
En 2021, la commune comptait 612 hommes pour 618 femmes, soit un taux de 50,24 % de femmes, légèrement inférieur au taux départemental (52,03 %).
Les pyramides des âges de la commune et du département s'établissent comme suit :
| Hommes | Classe d’âge | Femmes |
| ------ | ------------ | ------ |
| 0,7    | 90 ou +      | 0,0    |
| 6,5    | 75-89 ans    | 6,3    |
| 19,9   | 60-74 ans    | 19,9   |
| 20,9   | 45-59 ans    | 24,4   |
| 18,9   | 30-44 ans    | 18,7   |
| 13,5   | 15-29 ans    | 11,2   |
| 19,6   | 0-14 ans     | 19,5   |

| Hommes | Classe d’âge | Femmes |
| ------ | ------------ | ------ |
| 1,2    | 90 ou +      | 3      |
| 10     | 75-89 ans    | 13,4   |
| 21,3   | 60-74 ans    | 22     |
| 20,6   | 45-59 ans    | 19,6   |
| 15,7   | 30-44 ans    | 15     |
| 15,6   | 15-29 ans    | 12,9   |
| 15,7   | 0-14 ans     | 14     |

### Médias
- La Montagne (édition de Vichy)
- La Semaine de l'Allier (édition de Vichy)

## Économie
La zone d'activités des Ancises, à vocation industrielle, tertiaire et artisanale, est aménagée de part et d'autre de la RD 907 entre les carrefours giratoires « de Creuzier-le-Neuf » à l'ouest et « des Ancises » à l'est.

### Emploi
En 2015, la population âgée de quinze à soixante-quatre ans s'élevait à 725 personnes, parmi lesquelles on comptait 77 % d'actifs dont 71 % ayant un emploi et 6 % de chômeurs.
On comptait 611 emplois dans la zone d'emploi. Le nombre d'actifs ayant un emploi résidant dans la zone étant de 520, l'indicateur de concentration d'emploi est de 117,5 %, ce qui signifie que la commune offre plus d'un emploi par habitant actif.
436 des 520 personnes âgées de quinze ans ou plus (soit 83,8 %) sont des salariés. Seuls 14,6 % des actifs travaillent dans la commune de résidence.

### Entreprises
La pépinière d'entreprises, installée au cœur de la zone d'activités des Ancises et gérée par la chambre de commerce et d'industrie de Moulins-Vichy, a été inaugurée fin 2007.
Au 31 décembre 2015, Creuzier-le-Neuf comptait 72 entreprises : 8 dans l'industrie, 24 dans la construction, 20 dans le commerce, le transport, l'hébergement et la restauration, 12 dans les services aux entreprises et 8 dans les services aux particuliers.
En outre, elle comptait 78 établissements.

### Agriculture
Au recensement agricole de 2010, la commune comptait douze exploitations agricoles. Ce nombre est en nette diminution par rapport à 2000 (25) et à 1988 (33).
La superficie agricole utilisée (SAU) sur ces exploitations est de 742 hectares en 2010, en baisse par rapport à 2000 (880 ha). La SAU en 2010 inclut 263 hectares d'exploitations individuelles (au nombre de 8), en forte diminution par rapport à 2000 et à 1988. Aucun chiffre pour les GAEC n'est communiqué en raison du secret statistique.

### Commerce et services
La société Auto-IES, mandataire automobile, a implanté son siège social sur la commune de Creuzier-le-Neuf et emploie cinquante personnes sur son site.
La base permanente des équipements de 2014 ne recense aucun commerce.

### Tourisme
Un hôtel non classé, comptant six chambres, est installé dans la commune au 1er janvier 2018.

## Culture locale et patrimoine

### Lieux et monuments
- Logis d'époque classique à Celzat
- Château de Chermont, incendié vers 1960
- Église Saint-Front des XIe et XIIe siècles, remaniée au XIXe siècle
- Chapelle de style gothique de Chermont
- Rives du Mourgon

### Personnalités liées à la commune
- Louis Neillot (1898-1973), peintre. Il séjournait l'été à Creuzier entre 1946 et 1958. L'école élémentaire porte son nom.
- Félix Cornil (1802-1879), médecin à Cusset et inspecteur des eaux de Vichy, maire de Cusset, père de Victor André Cornil.

### Héraldique
|  | Les armes de la commune se blasonnent ainsi : D'azur au chevron d'argent surmonté d'une colombe montante du même, accompagné en chef à dextre d'une grappe de raisin, à senestre d'une pomme, toutes deux feuillées d'une pièce, et en pointe d'une crosse, le tout d'or. |